# Scald
Scald est un groupe allemand d'epic doom, originaire de Mayence. Le groupe a été dissous en 1997, après le décès du chanteur Maxim « Agyl » Andrianov dans un accident de train, et reformé en 2019, à l'origine pour un seul concert. Avec leur unique album Will of Gods Is a Great Power, sorti avec la formation originelle, on attribue au groupe un statut culte dans tout le spectre du doom metal.

## Histoire
Avec 220 Volt et Росс, le batteur Aleksandr « Ottar » Kudryashov et le chanteur Maxim « Agyl » Andrianov étaient déjà actifs en tant que groupe de heavy metal à Yaroslavl depuis 1988. Ces projets ne sont toutefois pas publiés. Sous le nom de Scald, tous deux forment en 1993, dans la continuité de Росс, le premier groupe d'epic doom de Russie avec le bassiste Ilya « Velingor » Timashev et les guitaristes Ivan « Harald » Sergeev et Vladimir « Karry » Ryzhkovskiy, qui complète Scald un peu plus tard que les autres musiciens. Cette formation, considérée comme la formation originelle du groupe, se réunit jusqu'à l'enregistrement et la publication de la bande démo North Winds, sortie en 1994, et reste en place jusqu'à la séparation du groupe en 1997. Le groupe développe son style de epic doom autour du chant d'Andrianov en s'inspirant d'albums de groupes comme Bathory, Manowar et Candlemass, que les membres du groupe avaient achetés au marché noir soviétique et sur le marché musical russe naissant, et de la conviction d'Andrianov que les harmonies lentes lui offraient davantage de possibilités d'épanouissement créatif.
La démo North Winds, enregistrée en salle de répétition, est envoyée par Scald et le label Wroth Emitter, créé spécialement pour la promotion de Scald et Crrombid Traxorm, à divers fanzines russes en 1994. À la suite des réactions positives et au désir de jouer, le groupe se produit avec des interprètes régionaux et populaires, ainsi que dans des festivals de rock et heavy metal à Iaroslavl et Moscou. Le groupe se produit souvent sans être payé. À cette occasion, Scald remporte quelques prix, et obtient un contrat avec le label russe MetalAgen.
Le groupe commence à enregistrer son premier album en 1996. Scald enregistre l'album au Check Sound Studio, l'un des rares studios d'enregistrement professionnels actifs à l'époque dans leur ville natale et sans expérience d'enregistrement. L'ingénieur du son est également confronté pour la première fois à la tâche de soutenir un groupe de metal dans le processus d'enregistrement. Timashev écrit donc l'enregistrement comme une « méthode d'essai et d'erreur » pour « créer » les morceaux. Le groupe répète pendant plusieurs heures et enregistre à l'état brut dans la salle d'enregistrement. Andrianov commente les résultats avec des idées d'histoires et de textes possibles. Parmi ces idées, le groupe choisit celles qui lui convenaient le mieux pour les enregistrer ensemble. Le résultat est considéré par les musiciens comme brut et mal masterisé. Néanmoins, Will of Gods Is a Great Power, sorti en 1996 sous forme de mini-cassette, est un succès. Remasterisé par Patrick W. Engel et rebaptisé Will of the Gods Is Great Power, l'album est réédité plusieurs fois sous différents formats. Depuis, l'album jouit d'une reconnaissance internationale et, selon Aleksey Evdokimov, chroniqueur du genre, journaliste musical et auteur du Doom Metal Lexicanum, il s'agit d'un album que « tout fan de doom devrait écouter ».
La carrière du groupe se termine brutalement le 6 septembre 1997 par le décès d'Andrianov. Il est retrouvé près d'une voie ferrée avec un traumatisme crânien mortel. Les circonstances exactes du décès ne sont pas connues. Les membres restants dissolvent immédiatement Scald et forment d'autres projets, comme le groupe de folk metal Tumulus. Selon Timashev, Scald n'avait de sens qu'avec Andrianov et était étroitement lié à sa personne sur le plan créatif et conceptuel. Dans les années qui suivent la dissolution, Scald acquiert un statut culte en tant que groupe d'epic doom, dont l'unique album est considéré comme l'une des plus importantes sorties du sous-genre. Dans tout le spectre du doom metal, Will of Gods Is Great Power, souvent réédité sous le nom  de Will of Gods Is a Great Power, est également considéré comme l'une des sorties les plus populaires et les plus connues. Ainsi, Will of Gods Is a Great Power est classé par des magazines musicaux comme Deaf Forever à la 50e place et Decibel à la 73e place dans les classements doom metal comme un « classique secret » d'une « grande puissance ». Outre l'album studio, la démo et des morceaux jusqu'alors inédit du groupe Росс sont également publiés dans le cadre de l'intérêt porté à Scald.
Felipe Plaza en 2016 avec Deströyer 666 au Tongeren Metal Fest en Belgique.

## Style musical
Scald joue un crossover de viking metal dans le style de Bathory à l'époque de l'album Hammerheart et d'epic doom qui correspond à celui de Candlemass. Dans la base de données du webzine Doom-Metal.com, le style musical de Scald est décrit comme un mélange de « riffs majestueusement lents, de solos puissants et d'un chant épique clair et geignard » que le groupe place au « centre de ses compositions ».
Le fonds lyrique, avec des références et des emprunts à et à la mythologie nordique, correspond au son entre le viking metal et l'epic doom et comprend « des sagas excessivement longues de héros tragiques, de mer déchaînée et de fin du monde dans le feu ». 

## Discographie
- 1994 : North Winds (démo, Worth Emitter ; 1995 : Gothic Horde ; 2019 : Messe Noire)
- 1997 : Will of Gods Is a Great Power (album, MetalAgen ; sousWill of Gods Is Great Power 2003 : Wroth Emitter ; 2005 : Kyrck Productions ; 2017: Sarlacc ; 2018 : Ordo MCM ; 2019 : Hammerheart ; 2021 : High Roller Records)
- 2013 : Agyl's Saga (double compilation split avec Pocc, Worth Emitter)
- 2021 : There Flies Our Wail! (EP, High Roller Records)